# Trisetum buschianum
Trisetum buschianum är en gräsart som beskrevs av Seredin. Trisetum buschianum ingår i släktet glanshavren, och familjen gräs. Inga underarter finns listade i Catalogue of Life.